# Шаль (город)
Шаль (перс. شال‎) — город на северо-западе Ирана, в провинции Казвин. Входит в состав шахрестана Буин.

## География

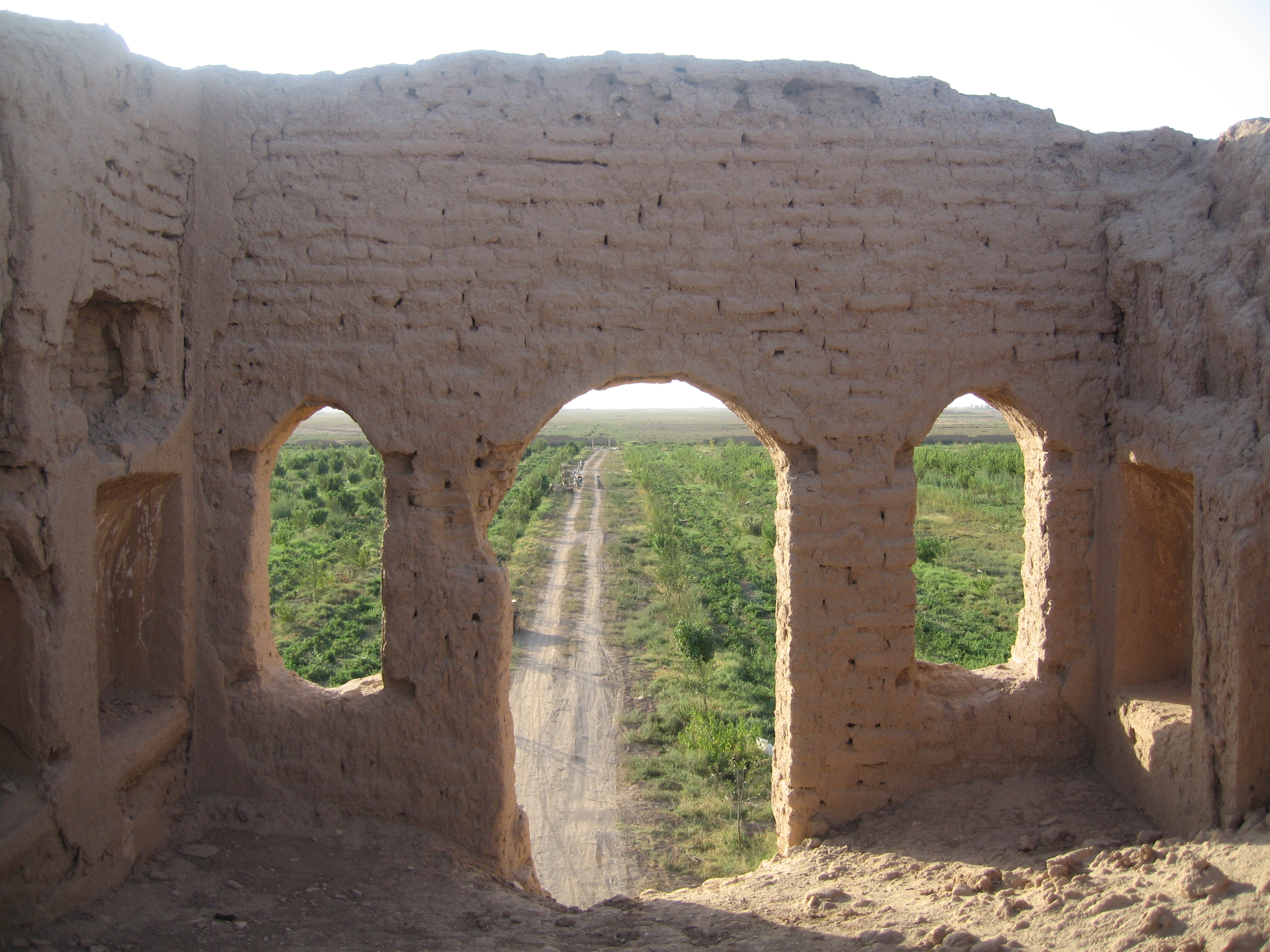
Руины возле Хейрабада, Шаль

Город находится в южной части Казвина, на правом берегу реки Херруд, на расстоянии приблизительно 43 километров к юго-западу от Казвина, административного центра провинции и на расстоянии 124 километров к западу-северо-западу (WSW) от Тегерана, столицы страны. Абсолютная высота — 1266 метров над уровнем моря.

## Население
По данным переписи, на 2006 год численность населения города составляла 15 104 человек.

## Транспорт
Ближайший аэропорт расположен в городе Казвин.